# División Profesional 2019
La Division Profesional 2019 (nota anche come Copa de Primera TIGO-Visión Banco 2019 per ragioni di sponsorizzazione), è stata l'85ª edizione del massimo livello del campionato di calcio paraguaiano. Durante la stagione (disputatasi dal 22 gennaio al 15 dicembre 2019) si sono disputati due tornei di Apertura e Clausura che hanno visto la vittoria in entrambi dell'Olimpia (già difensore dei due precedenti tornei della stagione 2018).
Durante la stagione si disputano un Torneo Apertura nel primo semestre dell'anno ed un Torneo Clausura nel secondo semestre, ognuno dei quali laurea una squadra campione. Alla massima serie partecipano 12 squadre.

## Formato
Sia nel Torneo Apertura che nel Torneo Clausura le 12 squadre hanno affrontato le altre avversarie in un girone all'italiana con partite di andata e ritorno. La squadra in testa alla classifica al termine delle 22 giornate si è aggiudicata il titolo nazionale. Le due squadre che si sono piazzate per ultime nella classifica del promedio (che teneva conto della media punti ottenuta da ogni squadra nelle precedenti tre stagioni) sono retrocesse in División Intermedia.
Per quanto riguarda la qualificazione alle coppe internazionali (Coppa Libertadores e Coppa Sudamericana), le squadre vincitrici del Torneo Apertura e Clausura si sono qualificate di diritto, mentre per gli altri posti disponibili si è tenuto conto di una speciale classifica che sommava i risultati di tutto l'anno solare (Tabla Acumulada).

## Squadre partecipanti
| Squadra         | Città          | Stadio                     |
| --------------- | -------------- | -------------------------- |
| Cerro Porteño   | Asunción       | General Pablo Rojas        |
| Dep. Capiatá    | Capiatá        | Lic. Erico Galeano Segovia |
| Dep. Santaní    | San Estanislao | Juan José Vázquez          |
| General Díaz    | Luque          | General Adrián Jara        |
| Guaraní         | Asunción       | Rogelio Livieres           |
| Libertad        | Asunción       | Dr. Nicolás Leoz           |
| Nacional        | Asunción       | Arsenio Erico              |
| Olimpia         | Asunción       | Manuel Ferreira            |
| River Plate     | Asunción       | River Plate                |
| Sol de América  | Villa Elisa    | Luis Alfonso Giagni        |
| Sp. Luqueño     | Luque          | Feliciano Cáceres          |
| Sp. San Lorenzo | San Lorenzo    | Gunther Vogel              |

## Apertura 2019

### Classifica
| Pos. | Squadra         | Pt | G  | V  | N | P  | GF | GS | DR  |
| ---- | --------------- | -- | -- | -- | - | -- | -- | -- | --- |
| 1.   | Olimpia         | 54 | 22 | 16 | 6 | 0  | 61 | 17 | +44 |
| 2.   | Cerro Porteño   | 43 | 22 | 13 | 4 | 5  | 48 | 25 | +23 |
| 3.   | Libertad        | 37 | 22 | 11 | 4 | 7  | 39 | 29 | +10 |
| 4.   | Guaraní         | 37 | 22 | 10 | 7 | 5  | 37 | 29 | +8  |
| 5.   | Sp. Luqueño     | 31 | 22 | 8  | 7 | 7  | 28 | 30 | -2  |
| 6.   | River Plate     | 28 | 22 | 7  | 7 | 8  | 25 | 31 | -6  |
| 7.   | Sp. San Lorenzo | 27 | 22 | 8  | 3 | 11 | 33 | 37 | -4  |
| 8.   | Dep. Capiatá    | 26 | 22 | 6  | 8 | 8  | 24 | 32 | -8  |
| 9.   | Sol de América  | 26 | 22 | 8  | 2 | 12 | 31 | 43 | -12 |
| 10.  | Nacional        | 23 | 22 | 5  | 8 | 9  | 19 | 27 | -8  |
| 11.  | General Díaz    | 16 | 22 | 3  | 7 | 12 | 22 | 41 | -19 |
| 12.  | Dep. Santaní    | 13 | 22 | 2  | 7 | 13 | 15 | 38 | -23 |

Note:
Tre punti a vittoria, uno a pareggio, zero a sconfitta.

### Calendario e risultati

#### Andata
| Sp. San Lorenzo | 1 - 0 | River Plate   | 22.1.2019 | Nacional     | 0 - 2 | Guaraní         | 26.1.2019 | Sol de América  | 3 - 0 | General Díaz | 1.2.2019 |
| Sol de América  | 2 - 0 | Libertad      | 22.1.2019 | Olimpia      | 2 - 0 | Sp. San Lorenzo | 26.1.2019 | Guaraní         | 3 - 1 | Libertad     | 1.2.2019 |
| Dep. Santaní    | 0 - 0 | Dep. Capiatá  | 23.1.2019 | Libertad     | 1 - 0 | Cerro Porteño   | 27.1.2019 | Dep. Santaní    | 1 - 1 | River Plate  | 2.2.2019 |
| Guaraní         | 0 - 1 | Cerro Porteño | 23.1.2019 | Dep. Capiatá | 3 - 2 | Sol de América  | 27.1.2019 | Cerro Porteño   | 1 - 0 | Dep. Capiatá | 2.2.2019 |
| Sp. Luqueño     | 2 - 2 | General Díaz  | 24.1.2019 | General Díaz | 2 - 0 | Dep. Santaní    | 28.1.2019 | Sp. San Lorenzo | 1 - 0 | Nacional     | 3.2.2019 |
| Nacional        | 2 - 4 | Olimpia       | 13.2.2019 | River Plate  | 2 - 1 | Sp. Luqueño     | 28.1.2019 | Sp. Luqueño     | 1 - 5 | Olimpia      | 3.2.2019 |

| River Plate     | 1 - 0 | Sol de América | 5.2.2019  | Libertad       | 4 - 0 | General Díaz    | 9.2.2019  | Sp. Luqueño     | 0 - 2 | Guaraní        | 15.2.2019 |
| General Díaz    | 1 - 3 | Cerro Porteño  | 6.2.2019  | Sol de América | 0 - 1 | Olimpia         | 9.2.2019  | Sp. San Lorenzo | 2 - 0 | Dep. Santaní   | 16.2.2019 |
| Sp. San Lorenzo | 1 - 3 | Guaraní        | 6.2.2019  | Dep. Santaní   | 1 - 2 | Nacional        | 10.2.2019 | River Plate     | 1 - 1 | Libertad       | 16.2.2019 |
| Nacional        | 0 - 1 | Sp. Luqueño    | 7.2.2019  | Cerro Porteño  | 3 - 1 | River Plate     | 10.2.2019 | Olimpia         | 2 - 2 | Cerro Porteño  | 17.2.2019 |
| Dep. Capiatá    | 2 - 1 | Libertad       | 20.3.2019 | Sp. Luqueño    | 0 - 3 | Sp. San Lorenzo | 11.2.2019 | General Díaz    | 1 - 0 | Dep. Capiatá   | 18.2.2019 |
| Olimpia         | 2 - 2 | Dep. Santaní   | 20.3.2019 | Guaraní        | 1 - 2 | Dep. Capiatá    | 11.2.2019 | Nacional        | 0 - 1 | Sol de América | 18.2.2019 |

| Sol de América | 1 - 6 | Sp. San Lorenzo | 22.2.2019 | Sp. San Lorenzo | 2 - 1 | Cerro Porteño  | 26.2.2019 | Cerro Porteño  | 2 - 0 | Sp. Luqueño     | 2.3.2019 |
| Cerro Porteño  | 1 - 1 | Nacional        | 22.2.2019 | River Plate     | 3 - 2 | General Díaz   | 26.2.2019 | General Díaz   | 0 - 2 | Olimpia         | 2.3.2019 |
| Dep. Capiatá   | 3 - 3 | River Plate     | 23.2.2019 | Olimpia         | 3 - 0 | Dep. Capiatá   | 27.2.2019 | Libertad       | 2 - 1 | Sp. San Lorenzo | 3.3.2019 |
| Guaraní        | 1 - 1 | General Díaz    | 23.2.2019 | Sp. Luqueño     | 3 - 1 | Sol de América | 27.2.2019 | Dep. Capiatá   | 1 - 0 | Nacional        | 3.3.2019 |
| Libertad       | 2 - 3 | Olimpia         | 24.2.2019 | Dep. Santaní    | 1 - 1 | Guaraní        | 28.2.2019 | Sol de América | 1 - 0 | Dep. Santaní    | 4.3.2019 |
| Dep. Santaní   | 0 - 1 | Sp. Luqueño     | 24.2.2019 | Nacional        | 0 - 1 | Libertad       | 27.3.2019 | Guaraní        | 2 - 1 | River Plate     | 4.3.2019 |

| 10ª giornata    | 10ª giornata | 10ª giornata  | 10ª giornata |               | 11ª giornata | 11ª giornata    | 11ª giornata | 11ª giornata |
| Locali          | R            | Ospiti        | Data         | Locali        | R            | Ospiti          | Data         |              |
| --------------- | ------------ | ------------- | ------------ | ------------- | ------------ | --------------- | ------------ | ------------ |
| Sp. San Lorenzo | 0 - 1        | Dep. Capiatá  | 8.3.2019     | Libertad      | 4 - 0        | Dep. Santaní    | 16.3.2019    |              |
| Sp. Luqueño     | 2 - 2        | Libertad      | 9.3.2019     | River Plate   | 1 - 1        | Nacional        | 16.3.2019    |              |
| Olimpia         | 0 - 0        | River Plate   | 9.3.2019     | Dep. Capiatá  | 1 - 3        | Sp. Luqueño     | 16.3.2019    |              |
| Sol de América  | 1 - 4        | Guaraní       | 10.3.2019    | Guaraní       | 1 - 5        | Olimpia         | 17.3.2019    |              |
| Dep. Santaní    | 1 - 3        | Cerro Porteño | 10.3.2019    | Cerro Porteño | 7 - 2        | Sol de América  | 18.3.2019    |              |
| Nacional        | 1 - 0        | General Díaz  | 11.3.2019    | General Díaz  | 3 - 3        | Sp. San Lorenzo | 18.3.2019    |              |

#### Ritorno
| General Díaz  | 0 - 0 | Sp. Luqueño     | 22.3.2019 | Dep. Santaní    | 0 - 1 | General Díaz | 29.3.2019 | River Plate  | 1 - 2 | Dep. Santaní    | 3.4.2019  |
| River Plate   | 2 - 1 | Sp. San Lorenzo | 22.3.2019 | Sol de América  | 0 - 0 | Dep. Capiatá | 29.3.2019 | Nacional     | 3 - 1 | Sp. San Lorenzo | 4.4.2019  |
| Cerro Porteño | 5 - 2 | Guaraní         | 22.3.2019 | Sp. San Lorenzo | 1 - 4 | Olimpia      | 30.3.2019 | Olimpia      | 2 - 0 | Sp. Luqueño     | 16.4.2019 |
| Olimpia       | 0 - 0 | Nacional        | 24.3.2019 | Cerro Porteño   | 1 - 2 | Libertad     | 30.3.2019 | Dep. Capiatá | 1 - 1 | Cerro Porteño   | 16.4.2019 |
| Libertad      | 2 - 2 | Sol de América  | 24.3.2019 | Sp. Luqueño     | 3 - 1 | River Plate  | 31.3.2019 | Libertad     | 1 - 1 | Guaraní         | 17.4.2019 |
| Dep. Capiatá  | 2 - 1 | Dep. Santaní    | 25.3.2019 | Guaraní         | 2 - 2 | Nacional     | 31.3.2019 | General Díaz | 1 - 4 | Sol de América  | 17.4.2019 |

| Cerro Porteño  | 2 - 0 | General Díaz    | 6.4.2019 | Sp. San Lorenzo | 0 - 3 | Sp. Luqueño    | 12.4.2019 | Libertad       | 2 - 1 | River Plate     | 20.4.2019 |
| Libertad       | 5 - 1 | Dep. Capiatá    | 7.4.2019 | Dep. Capiatá    | 0 - 1 | Guaraní        | 12.4.2019 | Cerro Porteño  | 1 - 3 | Olimpia         | 20.4.2019 |
| Guaraní        | 4 - 1 | Sp. San Lorenzo | 8.4.2019 | River Plate     | 1 - 5 | Cerro Porteño  | 13.4.2019 | Sol de América | 3 - 1 | Nacional        | 21.4.2019 |
| Sol de América | 0 - 1 | River Plate     | 8.4.2019 | Olimpia         | 4 - 0 | Sol de América | 13.4.2019 | Dep. Santaní   | 1 - 0 | Sp. San Lorenzo | 21.4.2019 |
| Sp. Luqueño    | 1 - 1 | Nacional        | 9.4.2019 | Nacional        | 0 - 0 | Dep. Santaní   | 14.4.2019 | Guaraní        | 2 - 2 | Sp. Luqueño     | 22.4.2019 |
| Dep. Santaní   | 0 - 6 | Olimpia         | 4.5.2019 | General Díaz    | 1 - 3 | Libertad       | 14.4.2019 | Dep. Capiatá   | 2 - 2 | General Díaz    | 22.4.2019 |

| Sp. Luqueño     | 1 - 1 | Dep. Santaní   | 25.4.2019 | Sol de América | 0 - 1 | Sp. Luqueño     | 28.4.2019 | Sp. San Lorenzo | 3 - 4 | Libertad       | 5.5.2019  |
| Sp. San Lorenzo | 2 - 4 | Sol de América | 25.4.2019 | Guaraní        | 0 - 0 | Dep. Santaní    | 29.4.2019 | River Plate     | 0 - 1 | Guaraní        | 6.5.2019  |
| General Díaz    | 1 - 1 | Guaraní        | 26.4.2019 | General Díaz   | 0 - 1 | River Plate     | 30.4.2019 | Nacional        | 2 - 1 | Dep. Capiatá   | 6.5.2019  |
| River Plate     | 1 - 0 | Dep. Capiatá   | 27.4.2019 | Cerro Porteño  | 2 - 2 | Sp. San Lorenzo | 1.5.2019  | Olimpia         | 4 - 1 | General Díaz   | 7.5.2019  |
| Nacional        | 0 - 3 | Cerro Porteño  | 28.4.2019 | Dep. Capiatá   | 2 - 2 | Olimpia         | 1.5.2019  | Dep. Santaní    | 2 - 3 | Sol de América | 7.5.2019  |
| Olimpia         | 3 - 0 | Libertad       | 28.4.2019 | Libertad       | 1 - 2 | Nacional        | 2.5.2019  | Sp. Luqueño     | 2 - 1 | Cerro Porteño  | 16.5.2019 |

| 21ª giornata  | 21ª giornata | 21ª giornata    | 21ª giornata |                 | 22ª giornata | 22ª giornata  | 22ª giornata | 22ª giornata |
| Locali        | R            | Ospiti          | Data         | Locali          | R            | Ospiti        | Data         |              |
| ------------- | ------------ | --------------- | ------------ | --------------- | ------------ | ------------- | ------------ | ------------ |
| Cerro Porteño | 3 - 2        | Dep. Santaní    | 11.5.2019    | Dep. Santaní    | 0 - 3        | Libertad      | 17.5.2019    |              |
| Guaraní       | 3 - 1        | Sol de América  | 11.5.2019    | Nacional        | 0 - 0        | River Plate   | 18.5.2019    |              |
| Libertad      | 1 - 0        | Sp. Luqueño     | 12.5.2019    | Olimpia         | 2 - 0        | Guaraní       | 18.5.2019    |              |
| General Díaz  | 1 - 1        | Nacional        | 13.5.2019    | Sol de América  | 0 - 1        | Cerro Porteño | 19.5.2019    |              |
| Dep. Capiatá  | 1 - 1        | Sp. San Lorenzo | 13.5.2019    | Sp. San Lorenzo | 2 - 1        | General Díaz  | 19.5.2019    |              |
| River Plate   | 2 - 2        | Olimpia         | 14.5.2019    | Sp. Luqueño     | 1 - 1        | Dep. Capiatá  | 20.5.2019    |              |

### Statistiche

#### Classifica marcatori
| Pos. | Giocatore           | Squadra         | Gol |
| ---- | ------------------- | --------------- | --- |
| 1°   | William Mendieta    | Olimpia         | 11  |
| 1°   | Roque Santa Cruz    | Olimpia         | 11  |
| 2°   | Sebastián Fernández | Sp. San Lorenzo | 9   |
| 2°   | Jorge Ortega        | Olimpia         | 9   |
| 2°   | César Villagra      | Sol de América  | 9   |
| 3°   | José Ortigoza       | Guaraní         | 8   |
| 3°   | Nildo Viera         | River Plate     | 8   |
| 4°   | Jorge Benítez       | Cerro Porteño   | 7   |
| 4°   | Óscar Cardozo       | Libertad        | 7   |
| 4°   | Joaquín Larrivey    | Cerro Porteño   | 7   |

### Allenatori
| Squadra         | Allenatore                | Giornate |
| --------------- | ------------------------- | -------- |
| Cerro Porteño   | Fernando Jubero           | 1 - 22   |
| Dep. Capiatá    | José Basualdo             | 1 - 8    |
| Dep. Capiatá    | Celso Ayala               | 9 - 22   |
| Dep. Santaní    | Héctor Marecos            | 1 - 6    |
| Dep. Santaní    | Carlos Jara               | 7 - 11   |
| Dep. Santaní    | Martín García             | 12 - 17  |
| Dep. Santaní    | Pablo Caballero           | 18 - 22  |
| General Díaz    | Florencio Villalba        | 1 - 5    |
| General Díaz    | Luis Escobar (interino)   | 6 - 16   |
| General Díaz    | Cristian Martínez         | 17 - 22  |
| Guaraní         | Gustavo Florentín         | 1 - 22   |
| Libertad        | Leonel Álvarez            | 1 - 9    |
| Libertad        | José Chamot               | 10 - 22  |
| Nacional        | Fernando Gamboa           | 1 - 2    |
| Nacional        | Hugo Caballero (interino) | 3 - 9    |
| Nacional        | Aldo Bobadilla            | 10 - 22  |
| Olimpia         | Daniel Garnero            | 1 - 22   |
| River Plate     | Daniel Farrar             | 1 - 22   |
| Sol de América  | Ever Almeida              | 1 - 7    |
| Sol de América  | Alfredo Vera (interino)   | 8 - 11   |
| Sol de América  | Javier Sanguinetti        | 12 - 22  |
| Sp. Luqueño     | Pedro Sarabia             | 1 - 6    |
| Sp. Luqueño     | Roberto Torres            | 7 - 22   |
| Sp. San Lorenzo | Sergio Órteman            | 1 - 22   |

## Clausura 2019

### Classifica
| Pos. | Squadra         | Pt | G  | V  | N | P  | GF | GS | DR  |
| ---- | --------------- | -- | -- | -- | - | -- | -- | -- | --- |
| 1.   | Olimpia         | 54 | 22 | 17 | 3 | 2  | 53 | 15 | +38 |
| 2.   | Libertad        | 48 | 22 | 15 | 3 | 4  | 35 | 12 | +23 |
| 3.   | Cerro Porteño   | 37 | 22 | 11 | 4 | 7  | 42 | 28 | +14 |
| 4.   | Guaraní         | 32 | 22 | 9  | 5 | 8  | 32 | 28 | +4  |
| 5.   | Sol de América  | 31 | 22 | 8  | 7 | 7  | 22 | 23 | -1  |
| 6.   | Nacional        | 29 | 22 | 7  | 8 | 7  | 29 | 27 | +2  |
| 7.   | General Díaz    | 25 | 22 | 6  | 7 | 9  | 27 | 33 | -6  |
| 8.   | River Plate     | 24 | 22 | 6  | 6 | 10 | 18 | 24 | -6  |
| 9.   | Sp. San Lorenzo | 22 | 22 | 5  | 7 | 10 | 23 | 36 | -13 |
| 10.  | Sp. Luqueño     | 21 | 22 | 5  | 6 | 11 | 20 | 37 | -17 |
| 11.  | Dep. Capiatá    | 21 | 22 | 5  | 6 | 11 | 18 | 38 | -20 |
| 12.  | Dep. Santaní    | 19 | 22 | 5  | 4 | 13 | 20 | 39 | -19 |

Note:
Tre punti a vittoria, uno a pareggio, zero a sconfitta.

### Calendario e risultati

#### Andata
| Guaraní         | 1 - 3 | River Plate   | 12.7.2019 | Nacional      | 1 - 3 | Olimpia         | 19.7.2019 | General Díaz    | 1 - 1 | Nacional      | 26.7.2019 |
| Dep. Capiatá    | 1 - 0 | Sp. Luqueño   | 12.7.2019 | Libertad      | 1 - 0 | Guaraní         | 20.7.2019 | Olimpia         | 2 - 1 | River Plate   | 27.7.2019 |
| Sol de América  | 2 - 1 | Nacional      | 13.7.2019 | Cerro Porteño | 3 - 0 | Dep. Capiatá    | 20.7.2019 | Dep. Capiatá    | 3 - 1 | Dep. Santaní  | 27.7.2019 |
| Dep. Santaní    | 0 - 2 | Cerro Porteño | 13.7.2019 | River Plate   | 2 - 2 | Sol de América  | 21.7.2019 | Sp. San Lorenzo | 2 - 1 | Cerro Porteño | 28.7.2019 |
| General Díaz    | 1 - 4 | Olimpia       | 14.7.2019 | Dep. Santaní  | 1 - 1 | General Díaz    | 21.7.2019 | Guaraní         | 1 - 3 | Sp. Luqueño   | 28.7.2019 |
| Sp. San Lorenzo | 0 - 1 | Libertad      | 14.7.2019 | Sp. Luqueño   | 1 - 3 | Sp. San Lorenzo | 22.7.2019 | Sol de América  | 0 - 1 | Libertad      | 29.7.2019 |

| Dep. Capiatá  | 0 - 2 | General Díaz    | 2.8.2019 | General Díaz    | 1 - 1 | River Plate   | 9.8.2019  | Sp. San Lorenzo | 1 - 1 | General Díaz   | 16.8.2019 |
| River Plate   | 0 - 1 | Nacional        | 3.8.2019 | Nacional        | 1 - 0 | Libertad      | 9.8.2019  | Sp. Luqueño     | 1 - 1 | Nacional       | 16.8.2019 |
| Dep. Santaní  | 1 - 1 | Sp. San Lorenzo | 3.8.2019 | Sol de América  | 0 - 2 | Cerro Porteño | 10.8.2019 | Dep. Santaní    | 1 - 1 | Sol de América | 17.8.2019 |
| Cerro Porteño | 2 - 2 | Guaraní         | 4.8.2019 | Sp. San Lorenzo | 1 - 1 | Dep. Capiatá  | 10.8.2019 | Cerro Porteño   | 0 - 0 | Olimpia        | 17.8.2019 |
| Sp. Luqueño   | 0 - 0 | Sol de América  | 4.8.2019 | Guaraní         | 2 - 1 | Dep. Santaní  | 11.8.2019 | Libertad        | 2 - 1 | River Plate    | 18.8.2019 |
| Libertad      | 2 - 0 | Olimpia         | 5.8.2019 | Olimpia         | 3 - 1 | Sp. Luqueño   | 11.8.2019 | Dep. Capiatá    | 1 - 2 | Guaraní        | 18.8.2019 |

| River Plate    | 1 - 1 | Sp. Luqueño     | 23.8.2019 | Dep. Capiatá    | 0 - 6 | Olimpia        | 30.8.2019 | River Plate    | 1 - 0 | Dep. Santaní    | 13.9.2019 |
| Guaraní        | 3 - 1 | Sp. San Lorenzo | 24.8.2019 | Sp. Luqueño     | 1 - 5 | Libertad       | 30.8.2019 | General Díaz   | 3 - 0 | Sp. Luqueño     | 13.9.2019 |
| Sol de América | 1 - 1 | Dep. Capiatá    | 24.8.2019 | Dep. Santaní    | 3 - 1 | Nacional       | 31.8.2019 | Sol de América | 0 - 1 | Guaraní         | 14.9.2019 |
| Olimpia        | 4 - 0 | Dep. Santaní    | 25.8.2019 | Guaraní         | 5 - 0 | General Díaz   | 1.9.2019  | Libertad       | 2 - 1 | Cerro Porteño   | 14.9.2019 |
| General Díaz   | 1 - 0 | Libertad        | 25.8.2019 | Sp. San Lorenzo | 1 - 2 | Sol de América | 1.9.2019  | Olimpia        | 4 - 1 | Sp. San Lorenzo | 15.9.2019 |
| Nacional       | 1 - 1 | Cerro Porteño   | 26.8.2019 | Cerro Porteño   | 2 - 0 | River Plate    | 2.9.2019  | Nacional       | 3 - 0 | Dep. Capiatá    | 15.9.2019 |

| 10ª giornata    | 10ª giornata | 10ª giornata | 10ª giornata |              | 11ª giornata | 11ª giornata    | 11ª giornata | 11ª giornata |
| Locali          | R            | Ospiti       | Data         | Locali       | R            | Ospiti          | Data         |              |
| --------------- | ------------ | ------------ | ------------ | ------------ | ------------ | --------------- | ------------ | ------------ |
| Sp. San Lorenzo | 0 - 3        | Nacional     | 20.9.2019    | Nacional     | 0 - 2        | Guaraní         | 24.9.2019    |              |
| Dep. Capiatá    | 0 - 1        | River Plate  | 20.9.2019    | River Plate  | 0 - 0        | Sp. San Lorenzo | 24.9.2019    |              |
| Guaraní         | 1 - 1        | Olimpia      | 21.9.2019    | Olimpia      | 2 - 0        | Sol de América  | 25.9.2019    |              |
| Dep. Santaní    | 1 - 0        | Libertad     | 21.9.2019    | Libertad     | 2 - 0        | Dep. Capiatá    | 25.9.2019    |              |
| Cerro Porteño   | 1 - 2        | Sp. Luqueño  | 22.9.2019    | General Díaz | 2 - 2        | Cerro Porteño   | 26.9.2019    |              |
| Sol de América  | 1 - 0        | General Díaz | 22.9.2019    | Sp. Luqueño  | 0 - 1        | Dep. Santaní    | 26.9.2019    |              |

#### Ritorno
| Nacional      | 0 - 0 | Sol de América  | 28.9.2019 | Guaraní         | 1 - 1 | Libertad      | 4.10.2019 | Nacional      | 0 - 0 | General Díaz    | 18.10.2019 |
| River Plate   | 0 - 1 | Guaraní         | 28.9.2019 | Olimpia         | 3 - 0 | Nacional      | 5.10.2019 | River Plate   | 0 - 1 | Olimpia         | 19.10.2019 |
| Libertad      | 3 - 0 | Sp. San Lorenzo | 29.9.2019 | Dep. Capiatá    | 3 - 2 | Cerro Porteño | 5.10.2019 | Libertad      | 1 - 0 | Sol de América  | 19.10.2019 |
| Olimpia       | 2 - 0 | General Díaz    | 29.9.2019 | Sol de América  | 1 - 0 | River Plate   | 6.10.2019 | Sp. Luqueño   | 1 - 0 | Guaraní         | 20.10.2019 |
| Cerro Porteño | 4 - 0 | Dep. Santaní    | 30.9.2019 | General Díaz    | 0 - 1 | Dep. Santaní  | 6.10.2019 | Cerro Porteño | 2 - 0 | Sp. San Lorenzo | 20.10.2019 |
| Sp. Luqueño   | 0 - 1 | Dep. Capiatá    | 30.9.2019 | Sp. San Lorenzo | 2 - 0 | Sp. Luqueño   | 7.10.2019 | Dep. Santaní  | 1 - 2 | Dep. Capiatá    | 21.10.2019 |

| Nacional        | 1 - 1 | River Plate   | 25.10.2019 | Dep. Capiatá  | 1 - 1 | Sp. San Lorenzo | 31.10.2019 | Sol de América | 2 - 2 | Dep. Santaní    | 22.11.2019 |
| Sol de América  | 2 - 2 | Sp. Luqueño   | 25.10.2019 | Dep. Santaní  | 2 - 1 | Guaraní         | 31.10.2019 | General Díaz   | 1 - 1 | Sp. San Lorenzo | 22.11.2019 |
| Guaraní         | 1 - 2 | Cerro Porteño | 26.10.2019 | Libertad      | 2 - 0 | Nacional        | 1.11.2019  | Nacional       | 1 - 1 | Sp. Luqueño     | 23.11.2019 |
| General Díaz    | 3 - 1 | Dep. Capiatá  | 26.10.2019 | Cerro Porteño | 1 - 0 | Sol de América  | 1.11.2019  | River Plate    | 0 - 2 | Libertad        | 23.11.2019 |
| Olimpia         | 2 - 1 | Libertad      | 27.10.2019 | River Plate   | 1 - 0 | General Díaz    | 2.11.2019  | Guaraní        | 2 - 1 | Dep. Capiatá    | 24.11.2019 |
| Sp. San Lorenzo | 3 - 2 | Dep. Santaní  | 27.10.2019 | Sp. Luqueño   | 1 - 0 | Olimpia         | 3.11.2019  | Olimpia        | 4 - 2 | Cerro Porteño   | 24.11.2019 |

| Cerro Porteño   | 5 - 0 | Nacional       | 10.11.2019 | Nacional       | 4 - 0 | Dep. Santaní    | 26.11.2019 | Dep. Santaní    | 0 - 1 | River Plate    | 30.11.2019 |
| Sp. San Lorenzo | 0 - 0 | Guaraní        | 10.11.2019 | River Plate    | 1 - 2 | Cerro Porteño   | 27.11.2019 | Cerro Porteño   | 1 - 3 | Libertad       | 1.12.2019  |
| Dep. Santaní    | 0 - 1 | Olimpia        | 11.11.2019 | Libertad       | 0 - 0 | Sp. Luqueño     | 27.11.2019 | Sp. San Lorenzo | 1 - 4 | Olimpia        | 1.12.2019  |
| Libertad        | 3 - 1 | General Díaz   | 11.11.2019 | Sol de América | 1 - 0 | Sp. San Lorenzo | 27.11.2019 | Guaraní         | 0 - 1 | Sol de América | 1.12.2019  |
| Dep. Capiatá    | 0 - 4 | Sol de América | 12.11.2019 | Olimpia        | 1 - 0 | Dep. Capiatá    | 28.11.2019 | Dep. Capiatá    | 0 - 0 | Nacional       | 2.12.2019  |
| Sp. Luqueño     | 1 - 2 | River Plate    | 12.11.2019 | General Díaz   | 0 - 3 | Guaraní         | 28.11.2019 | Sp. Luqueño     | 0 - 5 | General Díaz   | 3.12.2019  |

| 21ª giornata | 21ª giornata | 21ª giornata    | 21ª giornata |                 | 22ª giornata | 22ª giornata | 22ª giornata | 22ª giornata |
| Locali       | R            | Ospiti          | Data         | Locali          | R            | Ospiti       | Data         |              |
| ------------ | ------------ | --------------- | ------------ | --------------- | ------------ | ------------ | ------------ | ------------ |
| Libertad     | 2 - 0        | Dep. Santaní    | 8.12.2019    | Sol de América  | 0 - 4        | Olimpia      | 14.12.2019   |              |
| Olimpia      | 2 - 2        | Guaraní         | 8.12.2019    | Cerro Porteño   | 2 - 4        | General Díaz | 15.12.2019   |              |
| General Díaz | 0 - 3        | Sol de América  | 9.12.2019    | Dep. Capiatá    | 1 - 1        | Libertad     | 15.12.2019   |              |
| Nacional     | 4 - 2        | Sp. San Lorenzo | 9.12.2019    | Dep. Santaní    | 2 - 3        | Sp. Luqueño  | 15.12.2019   |              |
| River Plate  | 1 - 1        | Dep. Capiatá    | 9.12.2019    | Guaraní         | 0 - 5        | Nacional     | 15.12.2019   |              |
| Sp. Luqueño  | 1 - 2        | Cerro Porteño   | 9.12.2019    | Sp. San Lorenzo | 2 - 0        | River Plate  | 15.12.2019   |              |

### Statistiche

#### Classifica marcatori
| Pos. | Giocatore           | Squadra       | Gol |
| ---- | ------------------- | ------------- | --- |
| 1°   | Roque Santa Cruz    | Olimpia       | 15  |
| 2°   | Antonio Bareiro     | Libertad      | 10  |
| 3°   | Santiago Salcedo    | Dep. Capiatá  | 9   |
| 4°   | Fernando Fernández  | Guaraní       | 8   |
| 4°   | Brian Montenegro    | Olimpia       | 8   |
| 5°   | Diego Churín        | Cerro Porteño | 6   |
| 5°   | Nelson Haedo Valdez | Cerro Porteño | 6   |
| 5°   | José Ortigoza       | Guaraní       | 6   |
| 5°   | Óscar Ruiz          | Cerro Porteño | 6   |
| 5°   | Alejandro Silva     | Olimpia       | 6   |
| 5°   | Leonardo Villagra   | Nacional      | 6   |

### Allenatori
| Squadra         | Allenatore               | Giornate |
| --------------- | ------------------------ | -------- |
| Cerro Porteño   | Miguel Ángel Russo       | 1 - 13   |
| Cerro Porteño   | Víctor Bernay (interino) | 14 - 22  |
| Dep. Capiatá    | Mario Jara               | 1 - 7    |
| Dep. Capiatá    | Héctor Marecos           | 8 - 11   |
| Dep. Capiatá    | Carlos Recalde           | 12 - 22  |
| Dep. Santaní    | Pedro Sarabia            | 1 - 7    |
| Dep. Santaní    | Robert Gauto (interino)  | 8        |
| Dep. Santaní    | Mario Jara               | 9 - 15   |
| Dep. Santaní    | Robert Gauto (interino)  | 16 - 22  |
| General Díaz    | Cristian Martínez        | 1 - 22   |
| Guaraní         | Gustavo Costas           | 1 - 22   |
| Libertad        | José Chamot              | 1 - 22   |
| Nacional        | Aldo Bobadilla           | 1 - 8    |
| Nacional        | Francisco Arce           | 9 - 22   |
| Olimpia         | Daniel Garnero           | 1 - 22   |
| River Plate     | Daniel Farrar            | 1 - 12   |
| River Plate     | Marcelo Philipp          | 13 - 22  |
| Sol de América  | Javier Sanguinetti       | 1 - 7    |
| Sol de América  | Pablo Escobar            | 8 - 22   |
| Sp. Luqueño     | Roberto Torres           | 1 - 8    |
| Sp. Luqueño     | Hugo Centurión           | 9 - 13   |
| Sp. Luqueño     | Celso Ayala              | 14 - 22  |
| Sp. San Lorenzo | Sergio Órteman           | 1 - 22   |

## Retrocessioni (descenso)
Sono retrocesse nella categoria inferiore le due squadre che nelle precedenti tre stagioni nella massima serie hanno totalizzato la peggior media punti (promedio). In caso di pari media punti, si sarebbe proceduto ad uno spareggio, che non è stato necessario. A retrocedere in Primera B sono state il Deportivo Capiatá e il Deportivo Santaní.
| Pos. | Squadra         | 2017 | 2018 | 2019 | PT  | PG  | Promedio |
| ---- | --------------- | ---- | ---- | ---- | --- | --- | -------- |
| 1.   | Olimpia         | 78   | 102  | 108  | 288 | 132 | 2.182    |
| 2.   | Cerro Porteño   | 80   | 82   | 80   | 242 | 132 | 1.833    |
| 3.   | Libertad        | 75   | 76   | 85   | 236 | 132 | 1.788    |
| 4.   | Guaraní         | 85   | 48   | 69   | 202 | 132 | 1.530    |
| 5.   | Sol de América  | 62   | 63   | 57   | 182 | 132 | 1.379    |
| 6.   | Nacional        | 50   | 65   | 52   | 167 | 132 | 1.265    |
| 7.   | River Plate     | 0    | 0    | 52   | 52  | 44  | 1.182    |
| 8.   | Sp. Luqueño     | 50   | 46   | 52   | 148 | 132 | 1.121    |
| 9.   | Sp. San Lorenzo | 0    | 0    | 49   | 49  | 44  | 1.114    |
| 10.  | General Díaz    | 60   | 46   | 41   | 147 | 132 | 1.114    |
| 11.  | Dep. Capiatá    | 50   | 45   | 47   | 142 | 132 | 1.076    |
| 12.  | Dep. Santaní    | 0    | 50   | 32   | 82  | 88  | 0.932    |

## Tabla acumulada
Nella tabla acumulada si è tenuto conto dei punti totalizzati dalle 12 squadre sia nel Torneo Apertura che nel Torneo Clausura, allo scopo di determinare le squadre che avrebbero acquisito il diritto di partecipare alle coppe internazionali.
Alla Coppa Libertadores 2020 si sono qualificate le due squadre vincitrici dell'Apertura e del Clausura e le due squadre immediatamente successive nella classifica. Alla Coppa Sudamericana 2020 si sono qualificate le tre squadre che seguono in classifica. Lo Sportivo Luqueño ha ottenuto la qualificazione alla Coppa Sudamericana 2020 grazie alla perdita di tale diritto del Deportivo Capiatá. Quest'ultimo, infatti, avrebbe avuto diritto ad accedere alla Coppa Sudamericana come terza classificata nella Coppa Paraguay 2019, ma la sua concomitante retrocessione in Primera B ha dato il pass per la manifestazione internazionale allo Sportivo Luqueño.
| Pos. | Squadra         | Pt  | G  | V  | N  | P  | GF  | GS | DR  |                    |
| ---- | --------------- | --- | -- | -- | -- | -- | --- | -- | --- | ------------------ |
| 1.   | Olimpia         | 108 | 44 | 33 | 9  | 2  | 114 | 32 | +82 | Coppa Libertadores |
| 2.   | Libertad        | 85  | 44 | 26 | 7  | 11 | 74  | 41 | +33 | Coppa Libertadores |
| 3.   | Cerro Porteño   | 80  | 44 | 24 | 8  | 12 | 90  | 53 | +37 | Coppa Libertadores |
| 4.   | Guaraní         | 69  | 44 | 19 | 12 | 13 | 68  | 57 | +11 | Coppa Libertadores |
| 5.   | Sol de América  | 57  | 44 | 16 | 9  | 19 | 53  | 66 | -13 | Coppa Sudamericana |
| 6.   | Nacional        | 52  | 44 | 12 | 16 | 16 | 48  | 54 | -6  | Coppa Sudamericana |
| 7.   | River Plate     | 52  | 44 | 13 | 13 | 18 | 43  | 55 | -12 | Coppa Sudamericana |
| 8.   | Sp. Luqueño     | 52  | 44 | 13 | 13 | 18 | 47  | 66 | -19 | Coppa Sudamericana |
| 9.   | Sp. San Lorenzo | 49  | 44 | 13 | 10 | 21 | 56  | 73 | -17 |                    |
| 10.  | Dep. Capiatá    | 47  | 44 | 11 | 14 | 19 | 42  | 70 | -28 |                    |
| 11.  | General Díaz    | 41  | 44 | 9  | 14 | 21 | 49  | 74 | -25 |                    |
| 12.  | Dep. Santaní    | 32  | 44 | 7  | 11 | 26 | 35  | 77 | -42 |                    |